# 真部一男
真部 一男（まなべ かずお、1952年2月16日 - 2007年11月24日）は、将棋棋士。加藤治郎名誉九段門下。棋士番号は111。東京都荒川区出身。順位戦A級2期。

## 棋歴
若手時代は1950年代生まれの棋士の代表格として期待され、当時の名人であった中原誠に対する対戦成績の良さから「将来の名人候補」との評判も勝ち得た。
奨励会時代から俊英として知られ、山口瞳の「血涙十番勝負」にも「真部一男三段。毎年惜しくも昇段を逃しているが、奨励会実力ナンバーワンは衆目の見る所。それどころか、順調に進めばA級間違い無しの俊秀である」という一節がある。
四段昇段後は、順位戦C級2組で1期目と2期目が7勝3敗。3期目となった1975年度に10戦全勝でC級1組昇級。翌年も9勝1敗の好成績でB級2組に昇級する。1979年度の順位戦でB級1組に昇級。その後8年経って1987年度に9勝3敗の成績を収め、晴れてA級八段となる。B級1組昇級のときに28歳であった棋界のプリンスは、すでに36歳となっていた。A級には通算2期在籍。
若手時代は、当時脂の乗りきっていた米長邦雄を得意とし、1982年度の第16回早指し将棋選手権・決勝三番勝負では米長をストレートで下して優勝するなど、1980年代中頃までは米長相手に大幅に勝ち越していた。この理由について本人は「奨励会時代から米長から目をかけて貰い、『ぶつかり稽古』と称した練習将棋を多い時は月に百局以上も指すなど、若い頃から米長将棋を吸収できたため」という旨を著書で述べている。
しかし、棋戦優勝は、この1回に終わる。森安秀光ら関西勢の棋士を苦手とするなど、大一番でなかなか勝てず、ついにタイトル戦出場や2度目の優勝は叶わなかった。
真部の大一番
第1期（1975年度）棋王戦・敗者復活決勝で大内延介に敗れる。
第10回（1977年度前期）早指し将棋選手権・準決勝で大山康晴を破るが、決勝で加藤一二三に敗れ、準優勝。
第8回（1977年度）新人王戦・決勝三番勝負で森安（秀）に敗れ、準優勝。
第28回（1978年度）NHK杯戦・決勝で米長に敗れ、準優勝。
第40期（1982年度前期）棋聖戦で大山、森安（秀）らに勝ち挑戦者決定戦に進むが、森雞二に敗れタイトル挑戦はならず。
第30回（1982年度）王座戦（タイトル戦昇格の前年）準決勝で中原誠を破るが、挑戦者決定戦で内藤國雄に敗れる。
第16回（1982年度）早指し将棋選手権・決勝三番勝負で米長を2-0で破り優勝。
第9期（1983年度）棋王戦・準決勝で中原を破るが、挑戦者決定戦で森安（秀）に敗れ、タイトル挑戦はならず。
第32期（1984年度）王座戦・挑戦者決定戦で森安（秀）に敗れ、タイトル挑戦はならず。
第10期（1984年度）棋王戦・準決勝で森安（秀）を破るが、挑戦者決定戦で桐山清澄に敗れ、タイトル挑戦はならず。
第12期（1986年度）棋王戦・挑戦者決定戦で高橋道雄に敗れ、タイトル挑戦はならず。
第28期（1987年度）王位戦リーグで谷川浩司らに勝ち、谷川と4勝1敗の1位で並ぶが、プレーオフで谷川に敗れて挑戦者決定戦進出はならず。
第46期（1987年度）B級1組順位戦・最終局で勝浦修に勝ち、9勝3敗・2位の成績でA級初昇級。
第48期（1989年度）B級1組順位戦・最終局を8勝3敗・自力昇級の状態で迎えたが、福崎文吾に負けて4敗目を喫する。しかし、同星でリーグ表順位が下の森（雞）も敗れたため、2位の成績でA級に復帰。森（雞）を破る援護射撃をしたのは、勝っても負けてもB級2組への降級と次期B級2組リーグ表での順位（2位）が決まっていた森安（秀）であった。
その後1990年頃より原因不明の体調不良に悩まされ、成績も1990年にA級から陥落すると翌年にはB級1組からも1年で降級するなど、急激に落ち込むようになる。2007年11月1日から2009年3月31日まで、病気療養のため全棋戦を休場することが日本将棋連盟から公式発表されたが、2007年11月24日、転移性肝腫瘍のため死去。55歳没。公式戦通算成績は598勝614敗。600勝（将棋栄誉賞）を目前にしての早世だった。同日付で日本将棋連盟より九段が追贈された。

### 幻の妙手△4二角
2007年10月30日の順位戦C級2組の対局（対豊島将之戦）で、服を着るのも大変な状態まで体調が悪化しており、指し続けることができずに33手で投了し、これが最後の対局となった（右図）。弟子の小林宏によると、真部はこの投了の局面で妙手「△4二角」を発見していたが、その手を指せば相手が長考に入り次の自分の手番まで体が持たないだろうとして、この局面で投了しており、帰り際には「角打てば俺の方が優勢だと思うんだよな」と小林に述べている。後日、豊島はこの対局について「△4二角は指されたら絶対に長考していた」とコメントしている。小林は最初この△4二角の意味を分からなかったが、「午前中で投げた人がなんでこんな手を考えているのとびっくりしました」と語っており、話を聞いた翌日に将棋会館で中田功に会い角打ちの話をしたら広まったとしている。
その後、真部の通夜が行われた11月27日のC級2組順位戦、村山慈明－大内延介戦で再び同一局面が出現し、後手の大内が34手目にこの手を指した。大内は真部の絶局を知らずにこの手を指したと述べており、案の定この手を見た村山はそのまま110分の長考に入っている。本局は村山が逆転勝利を収めたが、対局後に真部の絶局の話を聞かされた大内は「勝ってやらなきゃならんかったな」と語り、小林は後に「まさかあんなことが起こるとは、不思議です。大内先生に感謝したいですね。お通夜の日に現れることが奇跡です」と述べている。

真部の幻の妙手と、大内がそれを再現したことは、棋界で大きな話題となった。翌年3月に行われた将棋大賞の選考では、真部－豊島戦を名局賞に推す声が上がり、一手の価値を認められて升田幸三賞（新戦法や妙手に与えられる）の特別賞が与えられた。これまで実際に指されなかった手に升田幸三賞が与えられたことはなかったが、構想にあったことは明らかであり、「指したのも同じ」とされた。

## 棋風
元々は居飛車党であったが、1980年代後半から振り飛車党に転向した。
直線的な斬り合いよりは、手順を尽くした攻防に特徴があり、長手数の将棋になると勝っているケースが多い。

## 人物
- 若き日には端麗な容姿も手伝って「将棋界のプリンス」と呼ばれ、テレビ時代劇「銭形平次」第521話「平次一番勝負」（1976年）に幕末の名棋士・天野宗歩役でゲスト出演するなどマスコミにもしばしば取り挙げられた。
- 将棋番組に本人が登場すると視聴率が数パーセント跳ね上がると言われている[8]。
- 1981-1983年に日本将棋連盟理事を務める。
- 将棋界有数の囲碁の強豪としても有名であった。A級になかなか上がれなかった頃、昼は碁会所で7時間打ち、夜は朝まで酒を飲むといった状態が4年続いたという[9]。
- 文筆の分野での活躍も目立ち、日本将棋連盟の月刊誌「将棋世界」に「将棋論考」を10年以上連載した。この連載によって1998年度（第10回）将棋ペンクラブ大賞の「一般部門」で大賞を獲得している。連載は第111回と第112回の間、筆者の肺炎・胸膜炎のため、初めて穴が開いてしまった（同じ理由で、棋士になって以来初の不戦敗も記録）。なお、「111」は、奇しくも真部の棋士番号と同じであり、第112回（2006年7月号）の文章の冒頭で、そのことに触れている。また、「将棋論考」から升田幸三について論じた文をあつめた著書『升田将棋の世界』で、2006年度に第18回・将棋ペンクラブ大賞の著作部門大賞に選ばれている。
- 煙草は国産のハイライト、酒はウイスキー党であった[10]。真部は1日にタバコを2箱吸うヘビースモーカーであったが、病気と喫煙との因果関係を担当医師に指摘された経緯については、真部自身が前述の連載再開後に記している。対局時でもタバコを離さなかった。NHK杯戦や早指し将棋選手権といったテレビ対局でも、喫煙しながら指す真部の姿が放映された。
- 師匠・加藤治郎の著書「昭和のコマおと」（1980年出版）によると、少年期から偏食が著しく、きゅうり以外口にしようとしなかった時期もあった。
- 1980年代半ばに首が回らなくなるという奇病を患って以来、プロ棋士としての成績はやや低迷した。
- 草柳文惠と結婚するも、のちに離婚。
- 振り駒の公平性（歩の裏表が出る確率は1/2より偏っているのではないか）に疑問を抱いたことから、2005年5月の棋士総会で振り駒の統計を取ることを提案。提案は受理され、日本将棋連盟は2005年7月12日から2006年7月11日までの1年間にわたって、全公式戦のうち先後があらかじめ決められていない1541局の結果を集計。結果は、「歩」が多く出たのが776局（50.36％）、「と」が多く出たのが765局（49.64％）であった。この件については、将棋世界2006年9月号の「将棋論考」の冒頭で触れている。
- NHK杯に解説役として登場した際、王手金取りがかかった局面で、「こういうのを（俗に）何て言うんでしたっけ」とのボケを発言し、当時の司会・聞き手の谷川治恵（1991-1993年度担当）を笑わせた。
- 山田道美九段から研究会に誘われたが1回顔を出しただけで、主として芹沢博文九段の研究会に顔を出していた[11]。
- 奨励会時代、『将棋世界』誌上で将来有望な若手奨励会員[注 2]とA級棋士の駒落ち戦が企画され、当時A級棋士だった花村元司と飛香落ちで対局する。花村が飛車と香車を駒袋にしまおうとしたところ、真部は「なんだ、平手じゃないのか」と呟き、花村は「何をいうか、こしゃくな小僧め！さすがに私もムッときた」というが、結果は真部の完勝。この時のことを花村は「怒りながらも、将来名人になろうかという男は違うわい、と感心したのを覚えている」と結んでいる[12]。

## 弟子

### 棋士
| 名前   | 四段昇段日   | 段位、主な活躍        |
| ------ | ------------ | --------------------- |
| 小林宏 | 1984年8月3日 | 七段、一般棋戦優勝1回 |

## 昇段履歴
- 1965年 : 6級　=　奨励会入会
- 1967年 : 初段
- 1973年04月01日 : 四段　=　プロ入り
- 1976年04月01日 : 五段（順位戦C級1組昇級）
- 1978年04月01日 : 六段（順位戦B級2組昇級）
- 1980年04月01日 : 七段（順位戦B級1組昇級）
- 1988年04月01日 : 八段（順位戦A級昇級）
- 2007年11月24日 : 現役のまま死去
- 2007年11月24日 : 九段（没後追贈）

## 主な成績

### 優勝
- 早指し選手権戦　1回（1982年度 = 第16回）

優勝合計 1回

### 在籍クラス
| 開始 年度 | (出典)順位戦出典 | (出典)順位戦出典            | (出典)順位戦出典 | (出典)順位戦出典 | (出典)順位戦出典 | (出典)順位戦出典 | (出典)順位戦出典 | (出典)順位戦出典 | (出典)竜王戦出典 | (出典)竜王戦出典   | (出典)竜王戦出典   | (出典)竜王戦出典   | (出典)竜王戦出典   | (出典)竜王戦出典   | (出典)竜王戦出典   | (出典)竜王戦出典   | (出典)竜王戦出典   | (出典)竜王戦出典   |
| 開始 年度 | 期               | 名人                        | A級              | B級              | B級              | C級              | C級              | 0                | 期               | 竜王               | 1組                | 2組                | 3組                | 4組                | 5組                | 6組                | 決勝 T             |                    |
| 開始 年度 | 期               | 名人                        | A級              | 1組              | 2組              | 1組              | 2組              | 0                | 期               | 竜王               | 1組                | 2組                | 3組                | 4組                | 5組                | 6組                | 決勝 T             |                    |
| --- | ---------------- | --------------------------- | ---------------- | ---------------- | ---------------- | ---------------- | ---------------- | ---------------- | ---------------- | ------------------ | ------------------ | ------------------ | ------------------ | ------------------ | ------------------ | ------------------ | ------------------ | ------------------ |
| 1973 | 28               |                             |                  |                  |                  |                  | C214             |                  |                  |                    |                    |                    |                    |                    |                    |                    |                    |                    |
| 1974 | 29               |                             |                  |                  |                  |                  | C202             |                  |                  |                    |                    |                    |                    |                    |                    |                    |                    |                    |
| 1975 | 30               |                             |                  |                  |                  |                  | C203             |                  |                  |                    |                    |                    |                    |                    |                    |                    |                    |                    |
| |                  | 順位戦の第31-35期は回次省略 |                  |                  |                  |                  |                  |                  |                  |                    |                    |                    |                    |                    |                    |                    |                    |                    |
| 1976 | 36               |                             |                  |                  |                  | C115             |                  |                  |                  |                    |                    |                    |                    |                    |                    |                    |                    |                    |
| 1978 | 37               |                             |                  |                  | B216             |                  |                  |                  |                  |                    |                    |                    |                    |                    |                    |                    |                    |                    |
| 1979 | 38               |                             |                  |                  | B212             |                  |                  |                  |                  |                    |                    |                    |                    |                    |                    |                    |                    |                    |
| 1980 | 39               |                             |                  | B113             |                  |                  |                  |                  |                  |                    |                    |                    |                    |                    |                    |                    |                    |                    |
| 1981 | 40               |                             |                  | B110             |                  |                  |                  |                  |                  |                    |                    |                    |                    |                    |                    |                    |                    |                    |
| 1982 | 41               |                             |                  | B104             |                  |                  |                  |                  |                  |                    |                    |                    |                    |                    |                    |                    |                    |                    |
| 1983 | 42               |                             |                  | B106             |                  |                  |                  |                  |                  |                    |                    |                    |                    |                    |                    |                    |                    |                    |
| 1984 | 43               |                             |                  | B105             |                  |                  |                  |                  |                  |                    |                    |                    |                    |                    |                    |                    |                    |                    |
| 1985 | 44               |                             |                  | B110             |                  |                  |                  |                  |                  |                    |                    |                    |                    |                    |                    |                    |                    |                    |
| 1986 | 45               |                             |                  | B109             |                  |                  |                  |                  |                  |                    |                    |                    |                    |                    |                    |                    |                    |                    |
| 1987 | 46               |                             |                  | B110             |                  |                  |                  |                  | 1                |                    |                    | 2組                |                    |                    |                    |                    | --                 |                    |
| 1988 | 47               |                             | A 10             |                  |                  |                  |                  |                  | 2                |                    |                    | 2組                |                    |                    |                    |                    | --                 |                    |
| 1989 | 48               |                             |                  | B102             |                  |                  |                  |                  | 3                |                    |                    | 2組                |                    |                    |                    |                    | --                 |                    |
| 1990 | 49               |                             | A 10             |                  |                  |                  |                  |                  | 4                |                    |                    | 2組                |                    |                    |                    |                    | --                 |                    |
| 1991 | 50               |                             |                  | B102             |                  |                  |                  |                  | 5                |                    |                    | 2組                |                    |                    |                    |                    | --                 |                    |
| 1992 | 51               |                             |                  |                  | B201             |                  |                  |                  | 6                |                    |                    | 2組                |                    |                    |                    |                    | --                 |                    |
| 1993 | 52               |                             |                  |                  | B208             |                  |                  |                  | 7                |                    |                    | 2組                |                    |                    |                    |                    | --                 |                    |
| 1994 | 53               |                             |                  |                  | B220             |                  |                  |                  | 8                |                    |                    | 2組                |                    |                    |                    |                    | --                 |                    |
| 1995 | 54               |                             |                  |                  | B212             |                  |                  |                  | 9                |                    |                    | 2組                |                    |                    |                    |                    | --                 |                    |
| 1996 | 55               |                             |                  |                  | B211             |                  |                  |                  | 10               |                    |                    | 2組                |                    |                    |                    |                    | --                 |                    |
| 1997 | 56               |                             |                  |                  | B221             |                  |                  |                  | 11               |                    |                    | 2組                |                    |                    |                    |                    | --                 |                    |
| 1998 | 57               |                             |                  |                  | B211             |                  |                  |                  | 12               |                    |                    | 2組                |                    |                    |                    |                    | --                 |                    |
| 1999 | 58               |                             |                  |                  | B218             |                  |                  |                  | 13               |                    |                    | 2組                |                    |                    |                    |                    | --                 |                    |
| 2000 | 59               |                             |                  |                  |                  | C102             |                  |                  | 14               |                    |                    | 2組                |                    |                    |                    |                    | --                 |                    |
| 2001 | 60               |                             |                  |                  |                  | C127             |                  |                  | 15               |                    |                    | 2組                |                    |                    |                    |                    | --                 |                    |
| 2002 | 61               |                             |                  |                  |                  | C109             |                  |                  | 16               |                    |                    |                    | 3組                |                    |                    |                    | --                 |                    |
| 2003 | 62               |                             |                  |                  |                  | C130             |                  |                  | 17               |                    |                    |                    | 3組                |                    |                    |                    | --                 |                    |
| 2004 | 63               |                             |                  |                  |                  | C117             |                  |                  | 18               |                    |                    |                    | 3組                |                    |                    |                    | --                 |                    |
| 2005 | 64               |                             |                  |                  |                  |                  | C202             |                  | 19               |                    |                    |                    |                    | 4組                |                    |                    | --                 |                    |
| 2006 | 65               |                             |                  |                  |                  |                  | C234             |                  | 20               |                    |                    |                    |                    | 4組                |                    |                    | --                 |                    |
| 2007 | 66               |                             |                  |                  |                  |                  | C221             |                  | 21               | 2007年11月24日死去 | 2007年11月24日死去 | 2007年11月24日死去 | 2007年11月24日死去 | 2007年11月24日死去 | 2007年11月24日死去 | 2007年11月24日死去 | 2007年11月24日死去 | 2007年11月24日死去 |
| |                  | 第66期 6回戦の実施後に死去  |                  |                  |                  |                  |                  |                  |                  |                    |                    |                    |                    |                    |                    |                    |                    |                    |
| 順位戦、竜王戦の 枠表記 は挑戦者。右欄の数字は勝-敗(番勝負/PO含まず)。 順位戦の右数字はクラス内順位 ( x当期降級点 / *累積降級点 / +降級点消去 ) 順位戦の「F編」はフリークラス編入 /「F宣」は宣言によるフリークラス転出。 竜王戦の 太字 はランキング戦優勝、竜王戦の 組(添字) は棋士以外の枠での出場。 |                  |                             |                  |                  |                  |                  |                  |                  |                  |                    |                    |                    |                    |                    |                    |                    |                    |                    |

### 将棋大賞
- 1974年度（第2回）　新人賞
- 1976年度（第4回）　敢闘賞
- 2007年度（第35回）　升田幸三賞特別賞、東京記者会賞　（没後受賞）

## 表彰
- 現役勤続25年表彰（1997年）
- 第10回将棋ペンクラブ大賞一般部門、大賞受賞（1998年）
- 第18回将棋ペンクラブ大賞著作部門、大賞受賞（2006年）

## 家族
- 土佐浩司（将棋棋士）　義弟（妹の夫）
- 草柳文恵（キャスター）　元妻
- 小沢遼子（評論家・元埼玉県議会議員） 内妻

## 将棋以外のゲーム
- バックギャモン - 将棋六段の時に当時のバックギャモン協会会長兼作曲家のすぎやまこういちと対戦し勝利している。「バックギャモンブックによると、大熱戦の好試合」としている。

## 著書
- 『真部一男の将棋の指し方』（1980年、日東書院）
- 『ぼくらの詰将棋入門』(ジュニアライブラリー)（1981年、成美堂出版）
- 『新・駒落革命』榊秋介編（1994年、木本書店）
- 『升田将棋の世界』（2005年、日本将棋連盟、ISBN 4-8197-0230-0）

共著
- 『将棋戦法大事典』（加藤治郎、木村義徳共著、1985年、大修館書店